# Travolti da un insolito destino nell'azzurro mare d'agosto
Travolti da un insolito destino nell'azzurro mare d'agosto (engelsk titel: Swept Away) är en italiensk film från 1974 regisserad av Lina Wertmüller.

## Handling
Raffaella Pavone Lanzetti (Mariangela Melato) är en rik, vacker, bortskämd kvinna som föraktar kommunister. Hon och några vänner hyr en segelbåt för att segla till Medelhavet under sommaren. Sjömannen, Gennarino Carunchio (Giancarlo Giannini), som är kommunist, beskriver henne som en kapitalistisk subba efter att hon inte visar någon respekt för honom, trots att han gör allt vad han kan för att göra henne nöjd. Av en ovanlig händelse blev de båda strandsatta på en öde ö. Väl på ön blir rollerna ombytta när Gennarino misshandlar Raffaella om hon inte gör som han säger. Med tiden blir de förälskade i varandra och vill hellre stanna kvar på ön än att bli räddade från det.

## Nyinspelning
2002 gjordes det en nyinspelning av filmen, Swept Away, med Madonna som huvudrollen och regi av hennes dåvarande make, Guy Ritchie. Giancarlos  son, Adriano Giannini, gjorde samma roll som han själv hade.